# Гольгайм
Гольгайм (нім. Holheim) - мікрорайон міста Нердлінген, району Донау-Ріс у складі округу Швабія, федеральної землі Баварія.
Район має 367 жителів (станом на 1 січня 2017 року) і розташований на висоті 456 м над рівнем моря.

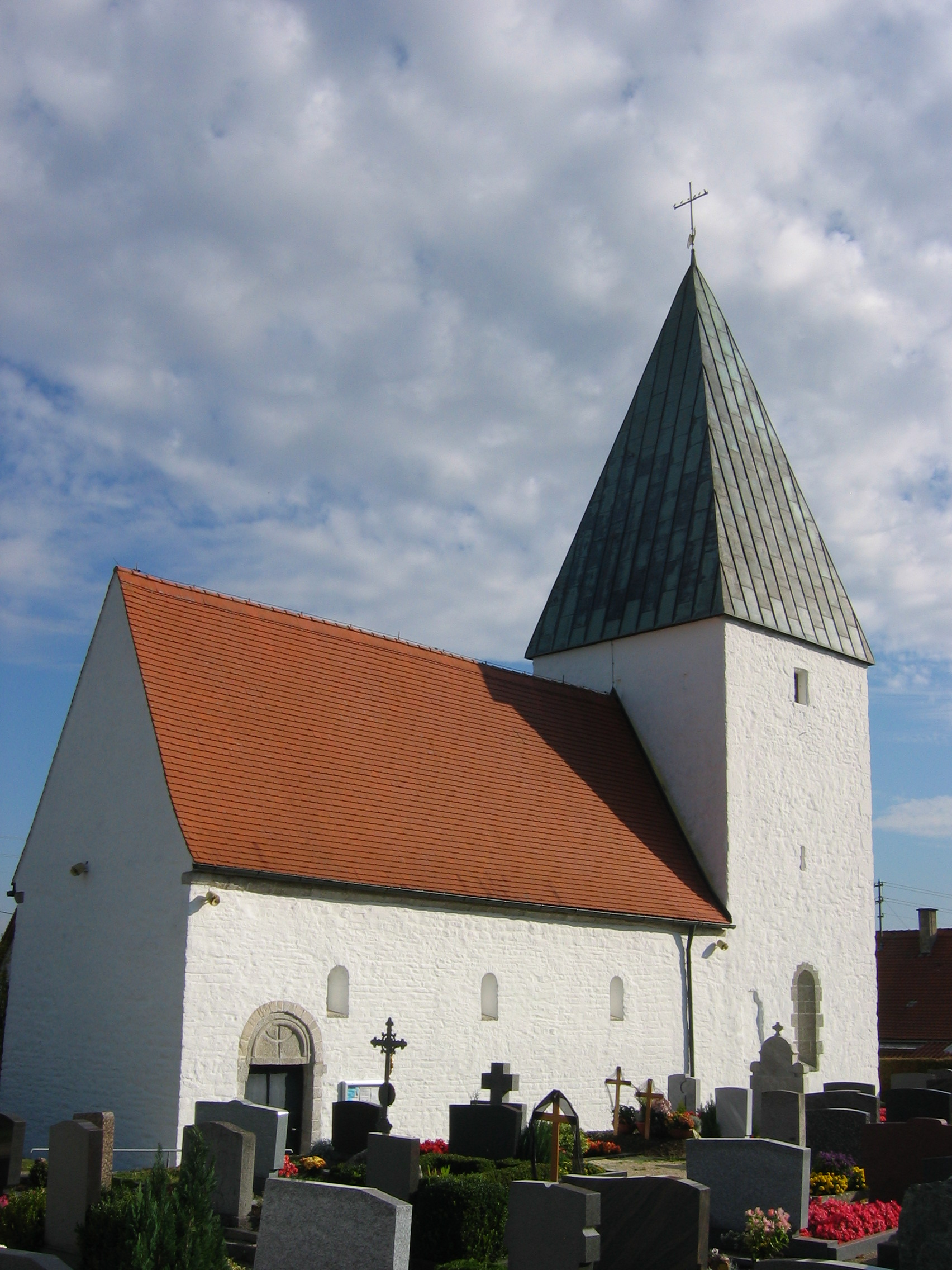
Kirche St Michael Holheim

Під час Тридцятилітньої війни недалеко села відбулась  битва при Нердлінгені в 1634 році.